# صردر
علی بن حسن بن علی با کنیهٔ ابومنصور، شهرت‌یافته به صَردُر (؟ -۱۰۷۳م) شاعر عربی در سدهٔ پنجم هجری بود. صردر که از شاعران سرآمد روزگارش وصف شده‌است، در راه عراق به خراسان در حفره‌ای که برای شکار شیر کنده شده بود، سقوط کرد و کشته شد.